# 존 덴스모어
존 폴 덴스모어(영어: John Densmore, 1944년 12월 1일 ~ )는 미국의 음악가로 록 밴드 도어스의 멤버이다. 그는 밴드가 녹음할 때마다 참여했다. 덴스모어는 1971년 가수 짐 모리슨의 사망 후, 다른 두 문어 멤버가 다양한 문어 노래에 대한 권리를 상업적 목적으로 사용하려는 제의를 받아들이려는 시도와, 문어 이름과 로고를 21세기에 사용하는 것에 대한 그의 반대에도 불구하고 거부권을 행사한 것으로도 유명하다.
덴스모어는 무용수 겸 배우로서 공연예술에서 추가 활동을 했으며, 도어스를 주제로 한 두 권의 책을 쓴 극작가 겸 작가로서 성공적으로 집필했다. 그가 다른 도어스와 공유하는 많은 명예는 평생 공적에 대한 그래미상과 할리우드 명예의 거리에 있는 스타를 포함한다.

## 출연 작품

### 영화
- 1991년 도어즈 - 엔지니어(마지막 세션) 역